# Shatavari
Asparagus racemosus is een plant uit de aspergefamilie (Asparagaceae) die voorkomt in India en de Himalaya tot een hoogte van 1300 à 1400 meter. Het is een klimplant, die 1 tot 2 meter lang kan worden. De scheuten worden soms wel gegeten, min of meer zoals de asperge.

## In de Ayurvedische heelkunde
In de Ayurvedische heelkunde gebruikt men de naam Shatavari (elders heet ze wel satavar of shatamull), of ook wel 'ginseng voor vrouwen'. In de Ayurvedische heelkunde is shatavari een belangrijk kruid voor de vrouw. De wortel wordt als rustgevend middel gebruikt en helpt het lichaam van de vrouw in balans te houden. Het kruid wordt vooral als afrodisiacum gebruikt en zou de vruchtbaarheid bevorderen. Hiertoe wordt het extract van de wortel en bladeren gebruikt, die verschillende soorten saponine bevatten.
Het extract zou een rustgevende werking hebben en goed zijn voor de ademhaling, de spijsvertering en de vrouwelijke geslachtsorganen.